# Хрватска-Дубица

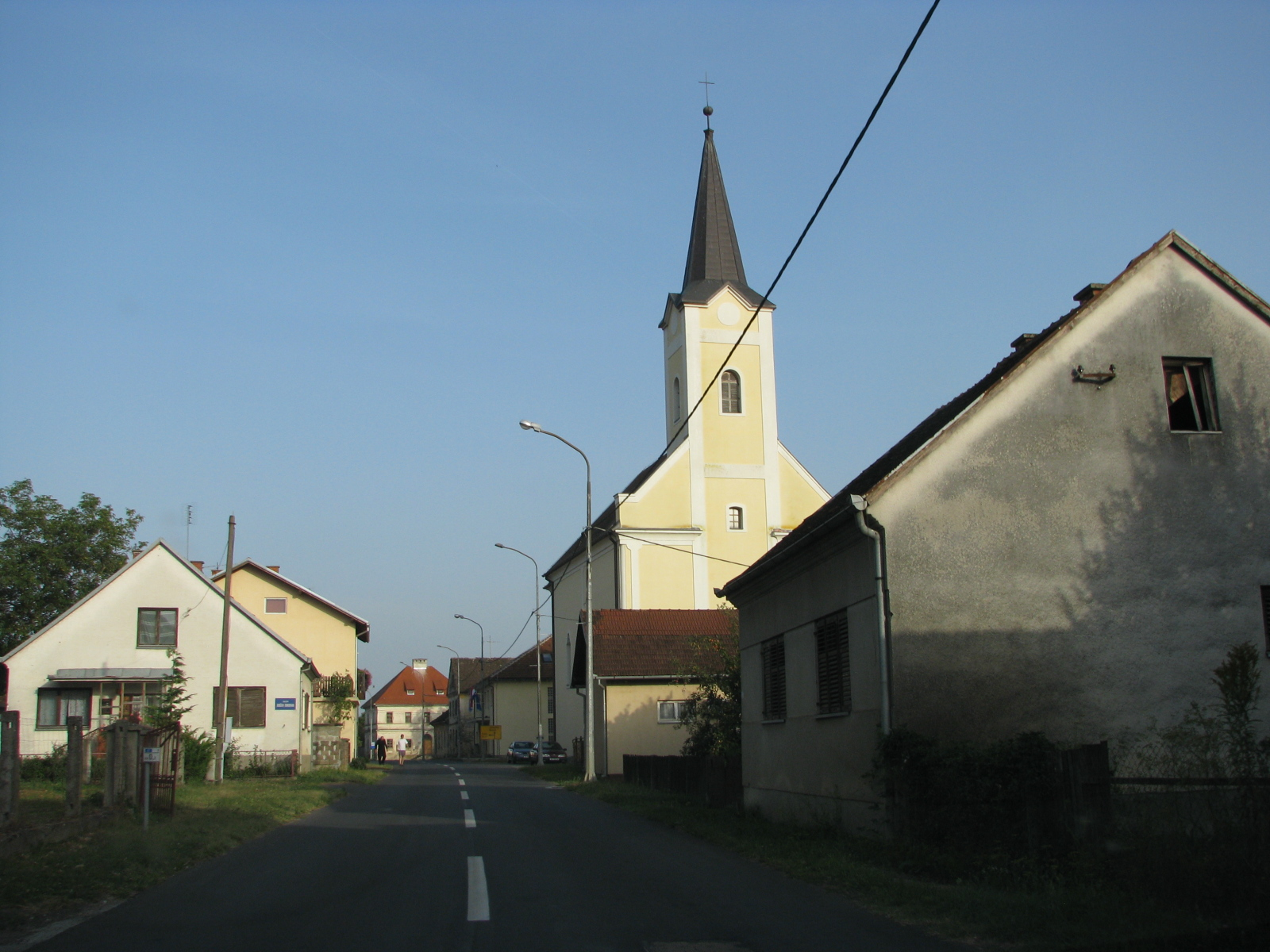
Восстановленная после войны церковь в Хрватска-Дубице

Хрватска-Дубица (хорв. Hrvatska Dubica) — община с центром в одноимённом селе в центральной части Хорватии, в Сисацко-Мославинской жупании.
В состав общины кроме административного центра входят ещё 5 деревень (Бачин, Доньи-Церовляни, Горни-Церовляни, Слабиня, Живая). До войны в Хорватии село называлось Дубица.

## Население
Население общины 2089 человек (2011 год), население села — 1040 человек. По данным переписи 2011 года 75,3 % жителей составляют хорваты, 22,4 % — сербы.

## География и транспорт
Община расположена на левом берегу реки Уна (правый приток Савы), по которой здесь проходит граница с Боснией и Герцеговиной, в 15 км к востоку от города Хрватска-Костайница. На другом берегу Уны находится боснийский город Козарска-Дубица (ранее Босанска-Дубица, Дубица), есть мостовой пограничный переход, взорванный во время войны и впоследствии восстановленный. Через Хрватску-Дубицу проходит шоссе D47 Хрватска-Костайница — Новска, идущее вдоль Уны и шоссе D224 Хрватска-Дубица — Сисак, ведущее через холмы в перпендикулярном направлении. Существует железнодорожная станция Хрватска-Дубица на линии Сисак — Новска, расположенная в 3 км от села.

## История
Дубица впервые упомянута в 1239 году в записи короля Кальмана Книжника. Название вероятно происходит от дубовых рощ на берегу Уны. В 1461 год была завоёвана и разрушена Османской империей. В 1483 году под Дубицей османы были разбиты кроатскими войсками, под началом Франжипани, а в 1513 году под началом бана Бериславича. По Белградскому миру 1739 года граница между Габсбургской монархией и Османской империей была установлена по Уне, таким образом правобережная Дубица (современная боснийская Козарска-Дубица) осталась в Турции, а левобережная (Хрватска-Дубица) оказалась в империи Габсбургов.
В 1911 году в селе родился известный хорватский писатель и литературный критик Иво Козарчанин.
В октябре 1991 года в ходе войны в Хорватии Хрватска-Дубица и окрестные деревни были заняты войсками самопровозглашённой Республики Сербская Краина. Большинство мирного хорватского населения бежало от сербов. Большинство оставшихся жителей села Хрватска-Дубица и окрестных деревень общины Бачин и Церовляни (главным образом, старики, женщины и больные) были убиты сербами во время резни в Бачине. После операции Буря НАТО село было возвращено под хорватский контроль.
Католические церкви Пресвятой Троицы в Хрватска-Дубице (конец XVIII века), Петра и Павла в Церовляни и Всех Святых в Бачине были разрушены сербами в ходе войны, восстановлены в 1998—2005 годах.